# Sabacio

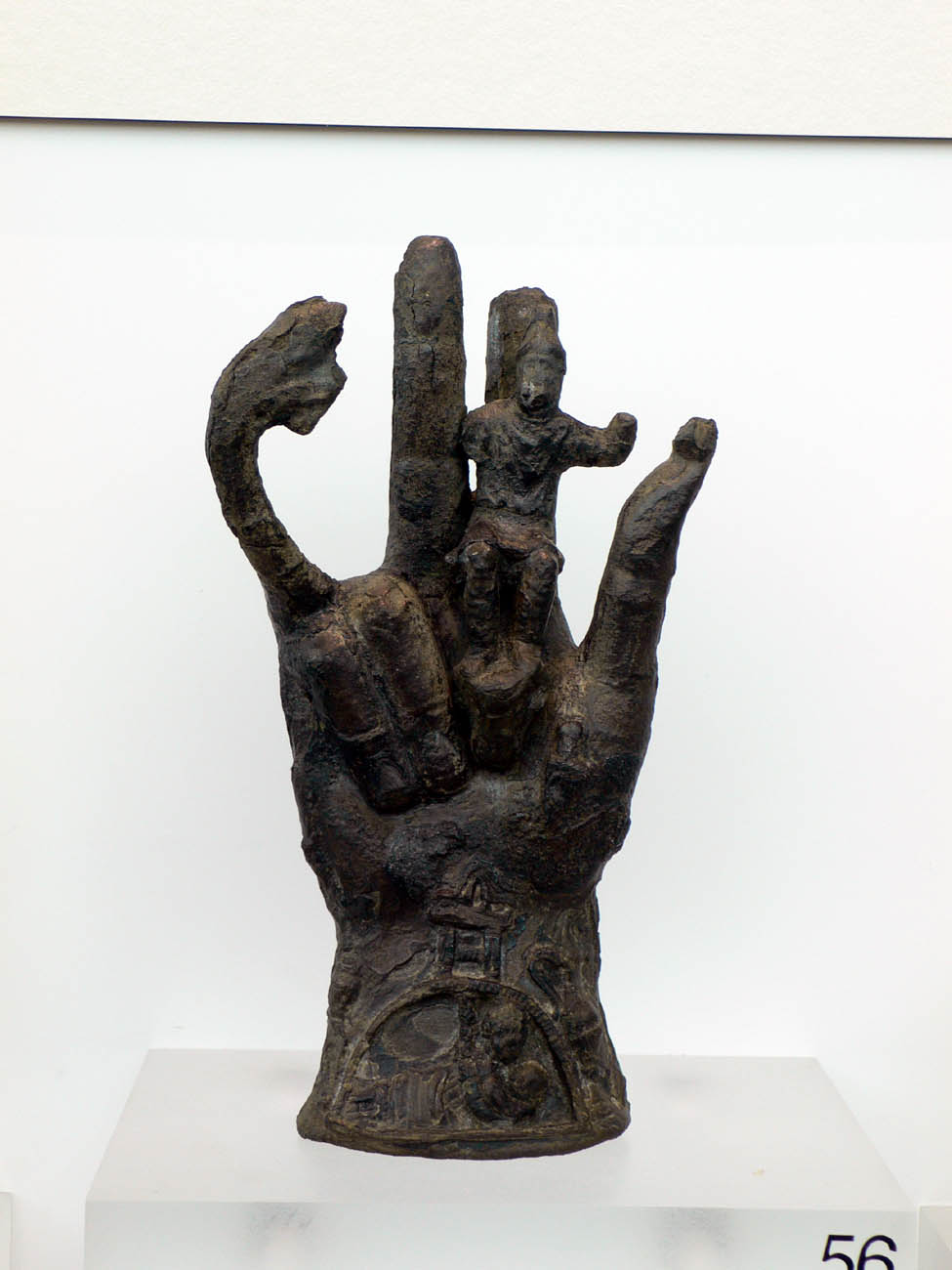
Mano usada en el culto de Sabacio, de bronce de época romana (siglo I d.C) encontrada en la Isla de Escombreras (Cartagena) y conservada en el Museo Nacional de Arqueología Subacuática. Se diseñaban manos decoradadas con símbolos religiosos para que se erigieran en santuarios o para ser añadidas a varas para ser usadas en procesiones.

Sabacio (en griego antiguo Σαβάζιος, -ου, en latín Sabazĭus, -i, término tomado del griego por transliteración), también llamado Sabadios, Sabazius o Sábos, es el nombre de un dios de carácter mistérico. Era una deidad probablemente de Asia Menor frigia o fenicia, el dios jinete y padre celestial de los frigios y tracios. 
Sabacio fue una prominente figura de culto en la Pérgamo atalida, donde su culto recibió el patronaje de Estratonice, esposa de Atalo II y madre de Atalo III. Los textos de Pérgamo se refieren al dios como Zeus Sabacio, implicando que el dios era visto como una deidad masculina prominente, si bien su culto no sustituyó otros cultos a Zeus en Pérgamo. Sabacio fue adoptado por griegos y romanos y asociado a Dioniso y Zagreo. Su culto durante la era romana se encontró en Jonia, Bitinia, Lidia, Licia y Frigia Epiktetos, y en una amplia área del Mediterráneo, si bien no parece haber sido particularmente notable ni haber atraído gran número de seguidores.
En lenguas indoeuropeas, como el frigio, el elemento -zios en su nombre deriva de dyeus, el precursor común del latín deus ('dios') y del griego Zeus. Si bien los griegos interpretaron al Sabacio frigio tanto como Zeus y como Dioniso, las representaciones de Sabacio, incluso en épocas romanas, siempre lo muestran a caballo, como un dios jinete nómada, blandiendo su característico báculo de poder. Las representaciones lo muestran bien como un hombre maduro y con barba, en una forma análoga a las imágenes de Zeus, o como un hombre maduro vestido con el así llamado traje frigio, con gorro frigio, túnica corta, mallas y botas suaves, traje que fue ampliamente usado en el mundo griego para identificar a figuras de culto de origen oriental. Una ofrenda votiva característica fue la imagen de una mano humana adornada con varios símbolos y con dos dedos levantados como para ofrecer una bendición.
Según autores griegos como Aristófanes o Demóstenes, el culto a Sabacio era iniciático y parece estar relacionado con el de la Magna Mater, la «Gran Madre». Se celebraban misterios privados en su honor; no se sabe nada del ritual antes de la época imperial, cuando, en Italia, se le equiparaba con Baco o Júpiter. Su principal atributo es la serpiente; en Los Caracteres, Teofrasto describe la superstición de una persona que invoca al dios encontrando una serpiente inofensiva en su casa. 
En las inscripciones griegas y latinas suele ser mencionado con los epítetos: «santo», «invencible» o «grande» por ejemplo: Sancto deo Sabazio.

## El Sabacio tracio-frigio
El culto a Sabacio estaba ampliamente difundido en Anatolia occidental, incluyendo Lidia, Licia, Frigia y la costa occidental de Asia Menor. En una inscripción del siglo IV a. C. procedente de Sardis, Sabacio es vinculado con las deidades anatolias Agdistis (nombre alternativo de la Madre Frigia) y Ma.
La antigua Tracia parece ser el lugar de origen de su culto, desde allí, en el siglo V a. C., pasó a Frigia, desde donde fue importado a las ciudades griegas de Jonia. En el siglo IV a. C., su culto se había extendido por el Mediterráneo hasta alcanzar su máxima expansión durante el helenismo, cuando llegó a Roma a través de las colonias griegas de la Magna Grecia (Italia) y de la conquista de Asia.
Parece probable que los frigios migrantes se llevaron a Sabacio consigo cuando se asentaron en Anatolia a comienzos del primer milenio a. C., y que los orígenes del dios deban buscarse en Macedonia y Tracia. Se cree que el antiguo santuario de Perperikon en la actual Bulgaria era en honor a Sabacio. Los macedonios eran también notables jinetes, criadores de caballos y rendían culto a los caballos hasta los tiempos de Filipo II, cuyo nombre significa «el que ama a los caballos».
Un posible conflicto temprano entre Sabacio y sus seguidores y la diosa madre indígena de Frigia (Cibeles) puede estar reflejado en la breve referencia que hace Homero a las juveniles hazañas de Príamo, quien ayudó a los frigios en sus batallas contra las Amazonas. Un aspecto del asentamiento religioso comprometido similar a otros ajustes míticos similares a lo largo de la cultura egea, puede leerse en la adopción del rey frigio tardío Gordias junto Cibeles, de Midas.
Una de las criaturas de la religión nativa fue el toro lunar. Las relaciones de Sabacio con la diosa Cibeles pueden establecerse en la forma en que el caballo de Sabacio coloca un casco sobre la cabeza del toro, como se aprecia en un relieve en mármol romano que se encuentra en el Museo de Bellas Artes de Boston. Si bien romana por fecha, la icónica imagen parece ser mucho más temprana.

## Dios a caballo

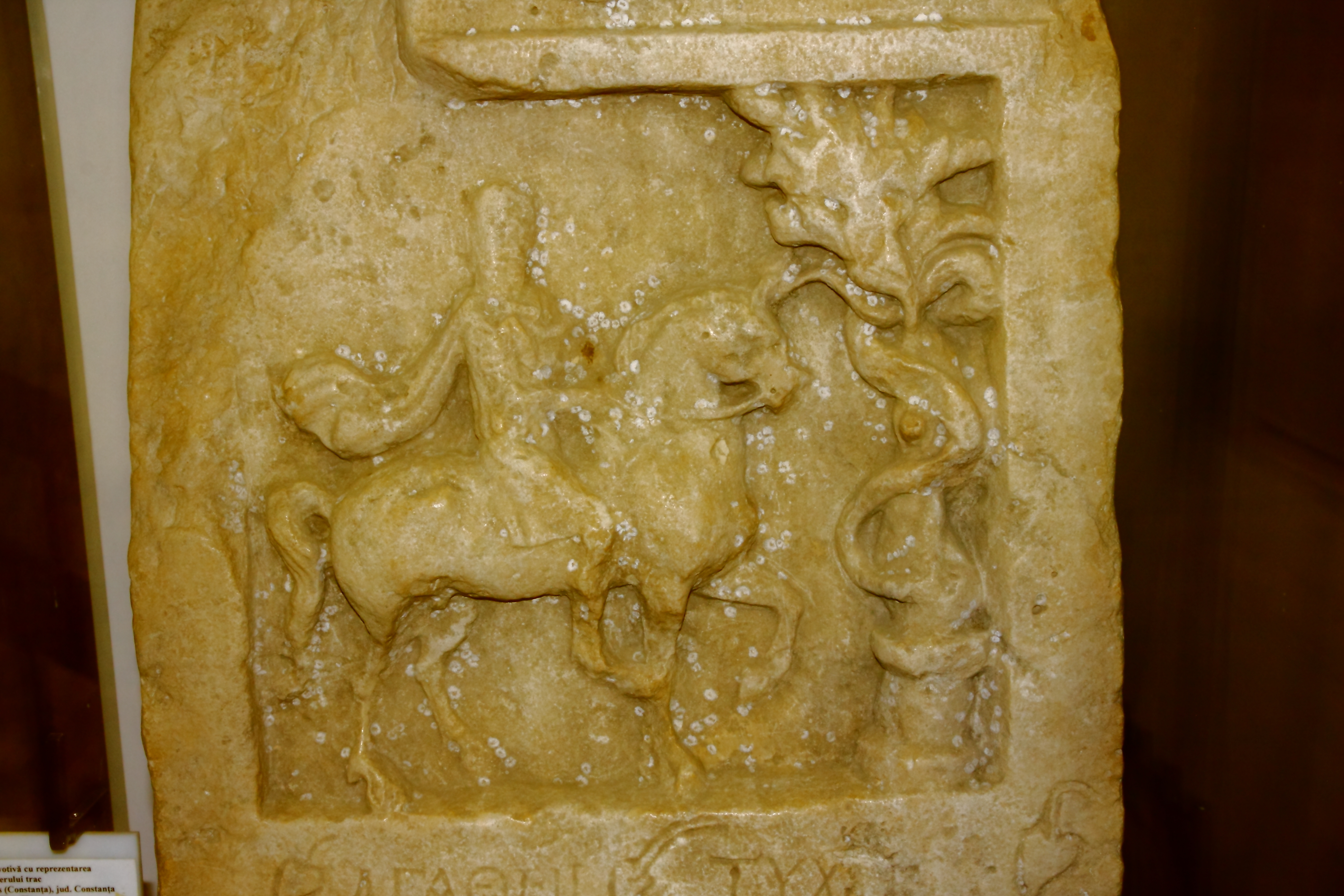
Jinete tracio, Museo Nacional de Historia de Rumanía

Se conservan más estelas de «dios jinete» en el Museo de Burdur, en Turquía. Bajo el emperador romano Gordiano III, el dios a caballo aparece en monedas acuñadas en Tlos, en la vecina Licia, y en Istrus, en la provincia de la Baja Mesia, entre Tracia y el Danubio. En general, se cree que el abuelo del joven emperador procedía de una familia anatolia, debido a su inusual cognomen, Gordianus. La imagen icónica del dios o héroe a caballo luchando contra la serpiente ctónica, a la que pisotea su caballo, aparece en columnas votivas celtas, y con la llegada del cristianismo se transformó fácilmente en la imagen de San Jorge y el Dragón, cuyas primeras representaciones conocidas proceden de la Capadocia de los siglos X y XI y de la Georgia y Armenia de los siglos XI.

## Transformación en elSabacioromano
El culto a la deidad se extendió desde Asia Menor a Tracia y llegó a Atenas hacia finales del siglo V a. C. En la época imperial romana, se extendió al oeste del imperio. La transferencia de Sabacio al mundo romano parece haber estado mediada en gran parte por Pérgamo y el culto a Zeus Sabacio, impulsado por Atalo II y Atalo III. El hecho de que el dios fuera llamado frecuentemente Zeus Sabacio refuerza su identidad local como una deidad masculina importante cuyo equivalente helénico era Zeus. Con todo, su culto no parece haber sido más prominente que el de otro gran número de divinidades masculinas locales que recibían culto como Zeus con un epíteto regional o personal, y de hecho nunca sustituyó otros cultos a Zeus bajo diferentes epítetos en Pérgamo.
El enfoque naturalmente sincrético de la religión griega difuminó las distinciones entre Sabacio y sus deidades propias. Escritores griegos posteriores, como Estrabón en el siglo I de nuestra era, relacionaron a Sabacio con Zagreo, entre los ministros frigios y asistentes a los ritos sagrados de Rea y Dioniso. Según los himnos órficos (48.1-6; 49.1-7), es padre de Dioniso. Para Aristófanes, el origen frigio de la deidad is indiscutible, y en Las avispas (cap. 9) afirma que «los tracios le dan a Dioniso el nombre de Sabacio y llaman Sabios a sus sacerdotes». Para Alejandro Polihistor, en Tracia el sol (Apolo) y Liber (Dioniso) son la misma deidad – Sabacio.
La mayoría de testimonia romanas sobre Sabacio corresponden a inscripciones simples, atestiguando una ofrenda a la deidad en pago por una promesa. Un texto se refiere a mystai, iniciados en el culto de Sabacio, y otra hace referencia a Sabaziastai, una asociación religiosa que apoyaba el culto.
El contemporáneo siciliano de Estrabón, Diodoro Sículo, mezcló a Sabacio con el secreto «segundo» Dioniso, nacido de Zeus y Perséfone, por lo que se le consideraba el dios de la agricultura y se decía que había sido el primero en enganchar bueyes al arado, razón por la se le representaba con cuernos. También era responsable de la obstetricia. Después de que Sabacio (Zagreo) fuera desmembrado por los Titanes, fue resucitado como Dioniso. Se le veía como representante de la vida floreciente de la naturaleza, que sucumbe a la muerte y se despierta una y otra vez. Como símbolo de esta renovación anual de la naturaleza, la serpiente era el símbolo que le era propio. Con todo, esta conexión entre Sabacio y Dioniso no se ve confirmada por las inscripciones que se conservan, que están dedicadas en su totalidad a Zeus Sabacio.
El cristiano Clemente de Alejandría había sido informado de que los misterios secretos de Sabacio, tal y como se practicaban entre los romanos, involucraban a una serpiente, una criatura ctónica sin relación con el dios del cielo jinete de Frigia: «'Dios en el seno' es una contraseña de los misterios de Sabacio para los adeptos». Clemente reporta: «Se trata de una serpiente que pasa por el seno de los iniciados».
  

Mucho más tarde, la enciclopedia griega bizantina Suda (c. siglo X), afirma rotundamente que
Sabacio ... es el mismo que Dioniso. Adquirió esta forma de epíteto del rito que le corresponde; pues los bárbaros llaman «sabazein» al grito báquico. De ahí que algunos de los griegos también sigan su ejemplo y llamen al grito «sabasmos»; de este modo Dioniso [se convierte en] Sabacio. También solían llamar «saboi» a los lugares que habían sido dedicados a él y a sus bacantes ... Demóstenes [en el discurso] «A favor de Ctesifonte» [los menciona]. Algunos dicen que Saboi es el término para los que están dedicados a Sabacio, es decir a Dioniso, así como los [dedicados] a Bakkhos [son] Bakkhoi. Dicen que Sabacio y Dioniso son lo mismo. Así, algunos dicen también que los griegos llaman Saboi a los Bakkhoi.
Según académicos modernos, no se ha localizado ni un solo templo consagrado a Sabacio, el dios jinete del aire libre, en yacimientos romanos, aunque una inscripción construida en el muro de la iglesia abacial de San Venanzio en Ceperana le sugirió a un humanista del Renacimiento que había sido construida sobre los cimientos de un templo a Júpiter Sabacio. Pequeñas manos votivas, normalmente de cobre o bronce, se asocian a menudo con el culto a Sabacio. Muchas de estas manos tienen una pequeña perforación en la base, lo que sugiere que pueden haber sido atadas a postes de madera y llevadas en procesiones. El simbolismo de estos objetos no se conoce bien. C

## Culto
Se sabe poco sobre el culto a Sabacio. Se le consideraba un dios de la fertilidad, la libertad y la autonomía y se le conocía como «pastor del cielo». Su conexión con Dioniso se basa principalmente en el culto mistérico de su religión y específicamente en la habilidad divina de ofrecerle redención a sus seguidores, tal que si sus iniciados pasaban las pruebas y desafíos del inframundo, ganarían la inmortalidad de su alma y disfrutarían la vida después de la muerte en los Campos Elíseos.
Durante la era imperial romana, se encuentran dedicaciones a Sabacio en muchas partes del Imperio romano, incluyendo Tracia, Italia, África y Galia, pero la escasa evidencia sugiere que su culto nunca atrajo un gran número de seguidores. El culto mistérico de Sabacio es mencionado por autores griegos como Demóstenes, o en las comedias de Aristófanes. Este culto se relaciona con los dioses ctónicos y agrícolas. En efecto, era un dios de la vegetación, pero se manifestaba en forma de serpiente. 

### Desarrollo sincretístico
Los principales rasgos de Sabacio, junto con su origen y la difusión de su culto, explican el carácter sincrético de sus invocaciones. Así, Sabacio fue identificado con: 
- a) Dioniso: No son raros los testimonios antiguos que afirman su identidad;[20] los numerosos rasgos afines entre ambos emanan de su naturaleza de jóvenes dioses de la vegetación.
- b) Zeus: Algunas caracterterìsitcas de Sabacio, por ejemplo su vinculación con el firmamento, lo asimilaron a Zeus y Júpiter.[21] La mitología lo presenta como hijo de Zeus (metamorfoseado en serpiente) y Perséfone.

Además, el culto y los mitos de Sabacio ejercieron gran influencia en el orfismo, en parte debido a la comunidad de origen.

### Vinculación con Yahveh
En algunos círculos intelectuales griegos de la edad helenísitca y la Segunda Sofística, se difundió la creencia de que Sabacio podía ser identificado con el dios de los judíos, Yahveh. Varias son las razones que justifican esta asimilación que corresponde a una interpretatio graeca. En primer lugar, la similitud fonética, entre el nombre Sabacio y la advocación hebrea «Yahveh Sebaoth». Es posible también que el nombre del día de reposo, Sabbat, sagrado para los judíos contribuyera a esta identificación. El contexto de la misma puede haber sido la deportación de judíos en Asia Menor, desde el 200 a. C.  por Antioco el Grande. Un testimonio de esta interpretación aparece en un texto fragmentario de Plutarco, una de las Moralia, donde se plantea la cuestión: «¿Quién es el dios de los judíos?», es decir, ¿a qué dios griego es equivalente?. Al respecto, uno de los interlocutores, la escena es en un symposium, afirma que los judíos adoran a Dioniso porque su fiesta del Sabbat es una celebración de Sabacio.
En Roma, en 139 a. C., el pretor Cornelio Hispalo expulsó a los judíos de la ciudad por «intentar corromper las costumbres romanas con el culto de Júpiter Sabacio», según el epítome de Valerio Máximo.

### Ritos de iniciación
Referencias al culto a Sabacio se encuentran en las comedias de Aristófanes, que enfatizan el carácter no griego del dios y el uso de rituales llenos de emoción y acompañados por música animada y estados como de trance. El culto a Sabazios era orgiástico; según Diodoro, los ritos tenían lugar por la noche. Los más instruidos de la época de Demóstenes se mantuvieron alejados del culto a Sabacio. Su culto era iniciático e implicaba una procesión en la que los fieles llevaban y agitaban una serpiente o una mano decorada con referencias al animal. El iniciado era desnudado y frotado por el sacerdote con arcilla y salvado. 
Las ceremonias iniciáticas constaban de diversos ritos:
- a) Rociar al iniciando con tierra y salvado cernido sobre él con una criba. A continuación se levantaba, después que el oficiante había pronunciado la fórmula: «Hui del mal, hallé lo mejor».[26]
- b) Introducción de la serpiente en el seno del iniciado.[27]

El objeto del rito parece que era adquirir cierta identidad del iniciado con Sabacio, que se creía empezaba en esta vida y se consumaba tras la muerte. Así lo sugieren la identidad de nombres (los iniciados eran llamados «sáboi», «sábai» o «sabaziastiai») y la presencia de la serpiente. 
Sin embargo, es necesario tomar estas afirmaciones con cautela, en tanto se ha sugerido los gritos estáticos y los rituales usando serpientes mencionados por Demóstenes pueden reflejar un ataque político más que una práctica de culto real. Referencias a los sabaziastai en Rodas y en El Pireo atestiguan las actividades de grupos creados para administrar el culto a una deidad no griega. Según Roller, en esto el culto a Sabacio era típico de muchos cultos a deidades no griegas, especialmente en el Pireo, y la evidencia no muestra que haya atraído un gran número de seguidores.

### Escatología
Algunos autores indican que en el culto de Sabacio existía un componente soteriolólgico, vinculado a la vida despuès de la muerte. Se aduce como confirmación de este aserto las sepulturas de los iniciados, cuyas pinturas muestran el alma llevada al otro mundo, el juicio divino, y el  convite de los bienaventurados).